# 邪恶女佣攻击

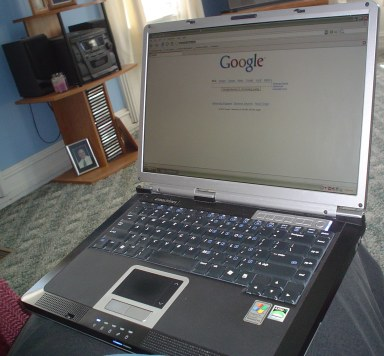
任何无人值守设备（如图中的电脑）都可能遭受邪恶女佣攻击

邪恶女佣攻击（英語：Evil maid attack）是对无人值守设备的一种攻击方式，具有物理访问权限的攻击者，用某种无法检测的手段对设备进行更改，以便后续访问该设备或设备中的数据。虽然该攻击名称的来源是女佣可接触到酒店房间中无人值守设备，但该概念本身也适用于在运输途中截获设备，或设备被机场、执法人员临时带走等情况。
在2009年的一篇博文中，安全分析师乔安娜·鲁特克丝卡创造了“邪恶女佣攻击”一词，因为酒店房间是无人值守设备的常见场所。博文详细介绍了一种方法，通过外部USB闪存驱动器破坏无人值守计算机上的固件，进而绕过TrueCrypt磁盘加密。